# Genaro Garza García
José Viviano Genaro Garza García (Pesquería Grande, Nuevo León, 3 de diciembre de 1837-Villa de García, Nuevo León; 14 de diciembre de 1904) fue un destacado abogado y político mexicano que desempeñó el cargo de Gobernador del Estado de Nuevo León en varias ocasiones.
Es considerado como uno de los mejores gobernantes que ha dado el Estado, por sus importantes aportaciones a la vida política y social de Nuevo León, por llevar a cabo diversas modernizaciones: tales como la introducción del ferrocarril en el Estado, la creación de nuevas escuelas, y también la ayuda a los más necesitados. Por estas y otras aportaciones, el Congreso del Estado lo declaró Benemérito del Estado de Nuevo León.

## Infancia y estudios
Nació en el antiguo Valle de San Juan Bautista de la Pesquería Grande, actual García, el 3 de diciembre de 1837, siendo hijo de D. Jesús de la Garza Treviño y doña Juana Plutarca García Treviño, siendo a su vez nieto (por parte de la línea materna) del tercer gobernador que tuvo Nuevo León don Joaquín García . 
Realizó sus estudios primarios en una de las dos escuelas que había en la región. En una de ellas se enseñaba de acuerdo al método lancasteriano, y en la otra con el método adoptado por el maestro José María Gajá. El plan de estudios abarcaba historia, doctrina cristiana, escritura, lectura, geografía, geometría, álgebra, dibujo natural, aritmética razonada y gimnasia.
Al concluir sus estudios primarios en 1856, Garza García se inscribió en el Seminario de Monterrey para cursar la carrera de jurisprudencia, apareciendo como alumno matriculado el 21 de octubre de ese año, en donde tuvo como compañeros a Teodoro García, y a su primo, el futuro gobernador de Nuevo León, don Canuto García, en los cursos de derecho civil y canónico. Canuto García ya estaba inscrito en el Seminario desde 1852. Ambos tuvieron como maestros a Juan Nepomuceno de la Garza y Evia, José Ángel Benavides, Darío de Jesús Suárez, José Eleuterio González, Anastasio Reyes y Trinidad de la Garza Melo. 
El 16 de mayo de 1864, a los 27 años de edad, Garza García se recibió como abogado por parte de la Escuela de Derecho, y cuatro días más tarde su primo, Canuto García, también se recibió como abogado. Una vez que se graduaron, ambos se quedaron a vivir en Monterrey.

## Vida familiar

### Actividades personales y propiedades
A la par de sus actividades como abogado, el Lic. Garza García mantenía negocios agropecuarios en su tierra. En 1867 informaba que su patrimonio consistía en 15 horas de agua de la Hacienda de los Garza con valor a 450 pesos, la casa de la calle Victoria que la había heredado de sus padres con valor de 200 pesos, una casa en la calle Segunda de Gonzalo con valor de 150 pesos, unas acciones en la Hacienda de Icamole con 30 horas de agua con un valor de 300 pesos. En total eran 1,110 pesos, lo que lo mantenía en una posición económica muy holgada y de las mejores de García. Por ejemplo, la Hacienda de Icamole había registrado una notable prosperidad en la fabricación de piloncillo.

### Matrimonio
Por esas fechas, Don Genaro Garza García, de 33 años, conoció a Mariana Fernández Fernández, de 22 años y oriunda también de Pesquería Grande, con quien contrajo matrimonio a las ocho de la noche del 11 de septiembre de 1874 ante el Juez del Estado en la casa de la señora María Paula Fernández, madre de Mariana; teniendo como testigos a Jesús María Fernández y Antonio Martínez Fernández.
El matrimonio fijó su residencia en García, pero al poco tiempo cambiaron su residencia a Monterrey donde don Genaro consiguió trabajo. Fruto de esa relación nacieron dos niñas: Mariana Juana, nacida el 26 de octubre de 1875 y Felícitas, nacida el 19 de octubre de 1879.

## Carrera política

### Como diputado
Una vez que concluyó sus estudios y de obtener su título profesional, Garza García se convirtió en diputado local en tres ocasiones consecutivas: 
- En la XIV Legislatura del Congreso del Estado, para el bienio 1867-1869.
- En la XV Legislatura en el bienio 1869-1871
- En la XVI Legislatura en el bienio de 1871-1873, cargo que dejó para ocupar en forma interina la gobernatura del Estado.

### Como Gobernador del Estado

#### El primer interinato 1871-1872 (nueve meses)
A fines de septiembre de 1871, el gobernador Jerónimo Treviño —a quien recién se había reelegido para el bienio 1871 - 1873— lanzó una proclama en la que desconocía la reelección del presidente Juárez y se levantó en armas, secundando el Plan de la Noria de Porfirio Díaz. Para ese momento, Garza García llegó a ganarse la simpatía de los generales Treviño y Francisco Naranjo, llegando a apoyarlos en contra de la reelección de Juárez. 
Fue a raíz de estos acontecimientos que el 4 de octubre Genaro Garza García quedó al frente del Estado en calidad de gobernador y comandante militar, cuando el general Treviño renunció al cargo para incorporarse a la rebelión de la Noria. Garza García gobernó del 4 de octubre de 1871 al 8 de junio de 1872, fecha en que Juárez desconoció los poderes del Estado. Abandonó el poder ocho meses después, cuando las fuerzas juaristas —comandadas por los generales Cevallos, Garza Ayala y Sóstenes Rocha— vencieron a las tropas rebeldes y tomaron Monterrey. Fue entonces que Garza García, junto con los generales Treviño y Naranjo, acordaron abandonar el movimiento armado en contra de Juárez.
En este primer período, Garza García se dedicó a dar armamento y provisiones a las tropas que se habían alzado en contra del régimen de Benito Juárez, a organizar la administración pública. En una ocasión citó a los empresarios y comerciantes de la localidad, advirtiéndoles que quienes no asistieran, serían multados con 500 pesos. Todos ellos debían reunir 40,000 pesos para apoyar al movimiento revolucionario. Como algunos se negaron, fueron hechos prisioneros por un oficial de la tropa del Gral. Treviño. En 1872 comenzó a funcionar la Fábrica de Hilados y Tejidos "El Porvenir" en el Cercado Nuevo León.

#### El interinato de cuatro meses (1876-1877)
Algunos años después, al triunfo del Plan de Tuxtepec, el licenciado Garza García fue nuevamente nombrado gobernador y comandante militar de Nuevo León (diciembre de 1876), en tanto se celebraban elecciones y se reinstauraba el orden constitucional. Sin embargo, tuvo que ausentarse de la entidad siendo sustituido por Canuto García, tomando el cargo del 7 al 12 de diciembre de 1876, fecha en que regresó al poder Garza García, concluyendo su interinato el 12 de marzo de 1877.
En esos cuatro meses, Garza García hizo la separación de los institutos que formaban el Colegio Civil, funcionando en adelante de forma independiente, la Escuela de Jurisprudencia, la de Medicina y el mismo Colegio Civil que quedó como secundaria y preparatoria con siete años de estudio en total. Se reconoció legalmente al Colegio de Abogados que ya venía funcionando desde 1825 y la regulación del ejercicio como abogado, solicitando que los títulos fueran anotados en un registro oficial. Además de escuelas primarias, se decretó la fundación de preparatorias bajo el plan del Colegio Civil, con sucursales en Villaldama, Linares, Galeana, Cadereyta Jiménez, Salinas Victoria y Marín, mientras que las escuelas primarias siguieron trabajando bajo el control estatal.
El 26 de diciembre de 1876 nombró una comisión de justicia para estudiar la formación de códigos, integrada por los abogados Ramón Treviño, Isidro Flores y Emeterio de la Garza, que finalmente adaptó para Nuevo león el Código Civil del Distrito Federal.
Debido a la fuerte presión que ejerció Jerónimo Treviño, quien odiaba y temía al último de los leales de Santiago Vidaurri, Garza García mandó aprehender y fusilar al general Julián Quiroga.
También expidió un decreto el 15 de enero de 1877, para que el Lic. Juan Nepomuceno de la Garza y Evia fuera declarado Benemérito del Estado de Nuevo león, ya que el Congreso del Estado no estaba instalado.
El gobernador electo, Jerónimo Treviño, asumió el mando el 12 de marzo de 1877, pero al mes renunció por andar en comisiones militares y en su lugar Garza García se encargó del poder ejecutivo (del 16 de abril al 17 de septiembre de 1877) en calidad de sustituto. Debido al estado de zozobra que imperaba en varios municipios, dio órdenes para que se persiguieran a los grupos rebeldes que causaban disturbios. 
Garza García se inscribió en las elecciones para gobernador en el bienio de 1877 a 1879, resultando candidato triunfador. Fue ratificado por el Congreso del Estado, Gobernador y Comandante Militar de Nuevo León.

#### El primer período constitucional 1877-1879
Don Genaro Garza García tomó posesión del cargo el 4 de octubre de 1877. En éste bienio, la administración de Garza García se distinguió por su impulso a la seguridad pública, a mejorar las comunicaciones, iniciando los contratos para el tendido de las vías de los ferrocarriles y la comunicación telegráfica y telefónica en muchos de los municipios, a la promoción industrial y luz eléctrica. 
En el primer periodo constitucional introdujo el agua a la Plaza Zaragoza, ordenó la codificación de leyes para una mejor administración de la justicia, organizó el Colegio de Abogados, declaró Beneméritos de Nuevo León al Lic. Juan Nepomuceno de la Garza y Evia y al general Jerónimo Treviño, encauzó el ferrocarril Monterrey-Matamoros, instituyó el Catastro Público, decretó el cambio de nombre de la municipalidad de Río Blanco por el de Villa de Aramberri, en honor y memoria del general José Silvestre Aramberri y erigió en ciudades a los poblados de Galeana, Doctor Arroyo, Villa de Lampazos y Villa de San Juan de Horcasitas. En su informe de gobierno, Garza García describió a su administración de 1877 a 1879, como una época de transición y reconstrucción verdadera. De igual forma, pidió perdón por la poca experiencia en el cargo y por las situaciones tan adversas imperantes.
Al concluir su bienio, entregó el poder al Lic. Viviano L. Villarreal.

## De nuevo entre el pueblo

### La muerte de Mariana
A los pocos días de entregar la gobernatura, el 30 de octubre de 1879 murió su esposa Mariana Fernández en Monterrey. Inmediatamente Garza García dispuso que los restos de su esposa fueran trasladados a Villa de García, para que fueran inhumados en la Capilla del Señor de la Agonía. La señora Fernández apenas contaba con 28 años de edad, le sobrevivieron su madre doña Paula, y sus dos hijas: Mariana de 4 años y Felícitas de apenas once días de nacida. El sepelio partió de la casa de Don Genaro en la calle segunda Gonzalo hacia el templo del Señor de la Agonía.
Garza García, atribulado por la pérdida de su esposa, permaneció por espacio de dos años en su pueblo natal, siendo visitado continuamente por amistades y allegados a la familia. Se dice que personalidades del ámbito político, social, cultural y militar de Nuevo León, acudieron al domicilio de Don Genaro para apoyarlo en su desgracia.

### Otros acontecimientos
Siendo residente en su pueblo natal, Genaro Garza García fue testigo en 1879 de una serie de renuncias en cadena de los funcionarios municipales, alegando problemas personales y familiares. ese año, los accionistas decidieron donar el agua para los servicios de abastecimiento público para la cabecera, por lo que Garza García cedió 15 horas. Mientras que el Cabildo decidía la continuación de una calle camino al Potrero del Cercado.
En el mes de octubre de 1879, el entonces alcalde Rafael Buentello, encabezando al cabildo de la Villa y a un grupo de vecinos, reunidos en la sala de Cabildos del Ayuntamiento, expuso que al concluir la administración del Lic. Garza García:

En la atención a los importantes servicios que le prestó, desempeñando su cometido con una política conciliadora en una época de verdadera transición y reconstrucción que le tocó gobernar y habiendo obtenido con sus sabias y equilibradas disposiciones los mejores resultados que podían expresarse en circunstancias tan difíciles de un gobernante tan entusiasta y amante del progreso se ha hecho acreedor a la gratitud de sus comitentes: que en secuencia pone a la aprobación de la respetable Asamblea Municipal y demás ciudadanos que se hallan presentes las siguientes disposiciones:
1a. Las Autoridades a nombre del pueblo dan un voto público de gracias al Señor Licenciado Genaro Garza García por la buena administración que empleó como gobernador.
2a. Sacar una copia del acuerdo para enviarla al Lic. Garza García y otra para la Secretaría de Gobierno del Estado.

El 21 de marzo de 1880 se inició la construcción de una fuente en la plaza principal, para concluir los trabajos del traslado del agua potable a la población. Dicha fuente se hizo con aportaciones de varios vecinos entre los cuales destacó el propio Garza García, quien donó 100 pesos de los 524 que costó. Otros aportantes fueron el padre Narciso Villarreal y Rafael Buentello. Ambos con 100 pesos y el resto lo aportaron vecinos de la localidad. El albañil de la obra fue Pablo Salazar, con piedra traída desde Monterrey. De igual forma, el Cabildo dispuso que las acequias que estaban situadas e las calles, fueran trasladadas a los patios de las fincas, para evitar derrames de agua, encharcamientos y lodazales en la vía pública.

## El regreso a la escena política
El 4 de octubre de 1881, Genaro Garza García reapareció en la política, haciéndose nuevamente responsable de los destinos del Estado, cargo que concluyó el 13 de octubre de 1883. Inmediatamente, el Cabildo de García decidió mandar dos felicitaciones: una para el Lic. Viviano L. Villarreal que dejaba el cargo y otra para el Lic. Garza García que regresaba a la primera magistratura del Estado de Nuevo León.

### El segundo período constitucional 1881-1883
En los dos primeros meses de su segunda administración como gobernador constitucional, se registraron en Nuevo León unas fuertes lluvias que provocaron grandes avenidas y crecidas de los ríos y arroyos de la localidad causando grandes pérdidas materiales y humanas. De nueva cuenta, Garza García dio muestra de sus dotes humanitarios, apoyando la creación de comités para la organización de eventos públicos, con la intención de obtener los fondos necesarios para socorrer a los damnificados, así mismo, creó un comité de auxilio para que prestara servicios a los heridos y a los deudos de los muertos para que estos recibieran sepultura.
No obstante, en 1881 promovió un nuevo reglamento para la Escuela de Medicina y compró equipo para los laboratorios del Colegio Civil. El año de 1882 fue muy importante para el desarrollo de la entidad, ya que se asentaron las bases para el crecimiento industrial, iniciando el tendido de vías férreas, la llegada del ferrocarril, los teléfonos y los tranvías de mulitas que transitaban en por la ciudad de Monterrey. El 6 de enero de 1882 quedó instalada la Junta Directiva de la Biblioteca Pública del Estado. La comisión estaba integrada por el gobernador mismo, el Lic. Emilio Cárdenas, José Martínez Ancira, Carlos M. Ayala, Hermenegildo Dávila y el Ing. Miguel F. Martínez.
El 15 de septiembre de 1882 fue inaugurada la primera biblioteca pública que tuvo Monterrey y el Estado.
Una vez que ya habían pasado los problemas, Garza García se propuso organizar las cuentas hacendarias del Estado y de los municipios, procurando que se hicieran mensualmente informes por escrito en donde se le avisara sobre la situación de las finanzas públicas. También formó una Junta Patriótica para que organizara los días festivos del 5 de mayo, 15 y 16 de septiembre en 1882. Además de que logró la comunicación telgráfica con los pueblos de la Sierra: Linares, Iturbide, Galeana, Zaragoza, Aramberri y Doctor Arroyo.
Mediante estímulos fiscales, fomentó el establecimiento de nuevas industrias. En 1882 los empresarios Enrique Reisr y Modesto Villarreal recibieron la concesión para operar un transporte urbano de tranvías con tracción animal y el establecimiento de una fábrica de hielo en Monterrey.
Como la mayoría de las prisiones eran insuficientes y estaban en malas condiciones, se creó una lotería para que los fondos obtenidos fueran destinados a la construcción de una penitenciaría enfrente del lado norte de la Alameda. pero la prensa acusó al gobernador de que estaba propiciando la existencia de casas de juego clandestinas.
El 31 de agosto de 1882, quedaron concluidas las vías férreas que enlazaron a Monterrey con Nuevo Laredo, favoreciendo el comercio de las poblaciones del norte de Nuevo león con las de Coahuila y Tamaulipas. También, el 18 de septiembre de 1882, en el Teatro Progreso de Monterrey, cuando se festejaba un gran baile en conmemoración del 72avo. Aniversario del Grito de Dolores, Garza García se levantó de su palco para encender el primer foco de luz incandescente, ante la algarabía y muestras de júbilo de todos los asistentes.
El 14 de diciembre de 1882 publica el decreto por el cual se asciende a la calidad de villa al entonces pueblo de San Pedro, pasando a llamarse Villa de Garza García y se constituyó como municipio el 1 de abril de 1883, en la actualidad se llama San Pedro Garza García.
El 7 de marzo de 1883, a Garza García le tocó organizar el recibimiento de la visita del general Porfirio Díaz, quien en ese entonces se desempeñaba como Ministro de Fomento Nacional, durante la presidencia de Manuel González entre 1880 y 1884. Díaz quedó impresionado por las obras y los adelantos que Garza García había hecho por la entidad, por lo que recibió felicitaciones por parte del caudillo de Oaxaca. Al día siguiente, ambos personajes fueron a Lampazos a visitar al Gral. Francisco Naranjo.
También durante este período se organizó la Cámara de Comercio de Monterrey y elevó a categoría de municipalidades al antiguo Paso de Zacate en Doctor Coss y a la antigua hacienda de San Pedro los Nogales, en el municipio de Garza García.
El 1 de marzo de 1883 llegó a Monterrey el general Francisco Naranjo como secretario de Guerra y Marina, fue recibido por Garza García, el general Jerónimo Treviño y una comisión de funcionarios.
En su informe de gobierno de 1883 Garza García introdujo el siguiente texto:

Así vosotros que vais a dar principio a vuestras arduas tareas, podréis apreciar de un solo golpe de vista la verdadera situación de Nuevo León, para consagrarnos con toda asiduidad y con los auxiliares poderosos de vuestra iluminación y patriotismo, a procurar cuanto sea necesario para conseguir su progreso y engrandecimiento.

Y concluyó el informe de esta forma:

Veréis que me he esforzado en cuanto lo han permitido mis facultades para conseguir el engrandecimiento de Nuevo León, pues tanto por deber, como por la inmensa gratitud que abrigo hacia él, por las distintas veces que me ha honrado con su confianza, quisiera que fuese por sus elementos el primero de la Nación Mexicana.

### Entre 1883 y 1885
Efectuadas las elecciones para gobernador, el Congreso declaró electo al Lic. Canuto García. Al terminar la administración de Garza García, éste recibió numerosas felicitaciones de todos los pueblos del estado. Genaro Garza García fue nombrado Senador por Nuevo León.
En la elección de gobernador el 14 de junio de 1885 hubo algunos disturbios que a la larga provocaron otra rebelión en Monterrey en contra del Lic. Canuto García a quien acusaban de imponer otra vez en el cargo a su primo, el Lic. Garza García. Corría el rumor de que había armas y municiones que se habían comprado de forma ilegal en los Estados Unidos.
Pero el triunfo de Garza García se opacó ante la noticia de que pronto llegaría a Monterrey el general Bernardo Reyes, al frente de una sección de tropas federales para hacerse cargo de la jefatura militar del Estado, cargo que oficialmente le correspondía al gobernador del Estado. El ambiente político de Nuevo León estaba atravesando una difícil etapa por los desontentos en contra de la reelección del Lic. Garza García.

### El tercer período constitucional 1885-1887
El 4 de octubre de 1885, Genaro Garza García fue elegido para el bienio 1885-1887, pero solo pudo permanecer hasta diciembre de 1885, ya que fue obligado a renunciar por el presidente Díaz quien estaba suprimiendo los cacicazgos regionales que suponía le eran adversos.
En ese mismo año, previo a las elecciones municipales, el estado se hallaba en efervescencia electoral. En los pueblos, los grupos armados de los dos bandos en pugna se acechaban mutuamente y ambos mantenían representantes en la Ciudad de México.
Garza García se vio afectado por una disputa legal en las elecciones de 1885 con los licenciados Viviano L. Villarreal y Lázaro Garza Ayala y apoyados por el presidente Díaz, quien decidió imponer la desaparición de los poderes estatales y en la circular emitida por el Senado de la República el 12 de diciembre de 1885, nombró al general Bernardo Reyes como Gobernador Provisional de Nuevo León.
Decepcionado por no haber contado con el apoyo de las autoridades federales, después de estos sucesos Garza García se retiró de la vida pública a Villa de García, de donde no volvió a salir a pesar de que Porfirio Díaz lo invitó por medio de diversas cartas de reconciliación. Declarado Benemérito del Estado en diciembre de 1876, Genaro Garza García falleció en la Villa de García el 14 de noviembre de 1904.

## Valoración
La labor de Garza García al frente del gobierno neoleonés fue siempre entusiasta y generosa, particularmente abundante en leyes y decretos que permitieron aliviar la situación del Estado después de las guerras de intervención y de los numerosos conflictos internos que habían sangrado al país. Fue un gobernador que prestó atención a todas las ramas administrativas, con resultados positivos para la entidad.